# Gerrit Dou
Gerrit Dou, uváděn též jako Gerrard, Gerard, Douw či Dow (7. duben 1613, Leiden – 9. únor 1675, Leiden) byl nizozemský malíř.

## Život a působení
Narodil se v rodině vitrážisty v nizozemském Leidenu. Nejprve se učil u rytce a zlatníka Bartholomea Dolenda (1570 – 1626), později u vitrážisty
Pietera Kouwenhorna (1599 – 1654). V roce 1628 nastoupil do učení v Rembrandtově malířské dílně, kde strávil tři až čtyři roky. Začínal jako portrétista, ale později přešel k zátiším, v čemž ho inspirovaly malby Jana van Eycka. Proslul svou pečlivostí a zájmem o detail, maloval i s lupou, vypouklým zrcadlem a speciálními miniaturními štětci. Slavná byla také jeho práce se světlem svíček na obraze. Spolu s Janem Steenem se stal v roce 1648 zakladatelem malířského cechu Sv. Lukáše v Leidenu. Dostal nabídky z několika evropských královských dvorů, ale nikdy Leiden neopustil. Jeho nejslavnějším žákem byl Frans van Mieris starší (1635 – 1681).
Jeho obraz Mladá dáma na balkóně byl v roce 2016 použit na české příležitostní poštovní známce v nominální hodnotě 27 Kč.

## Galerie

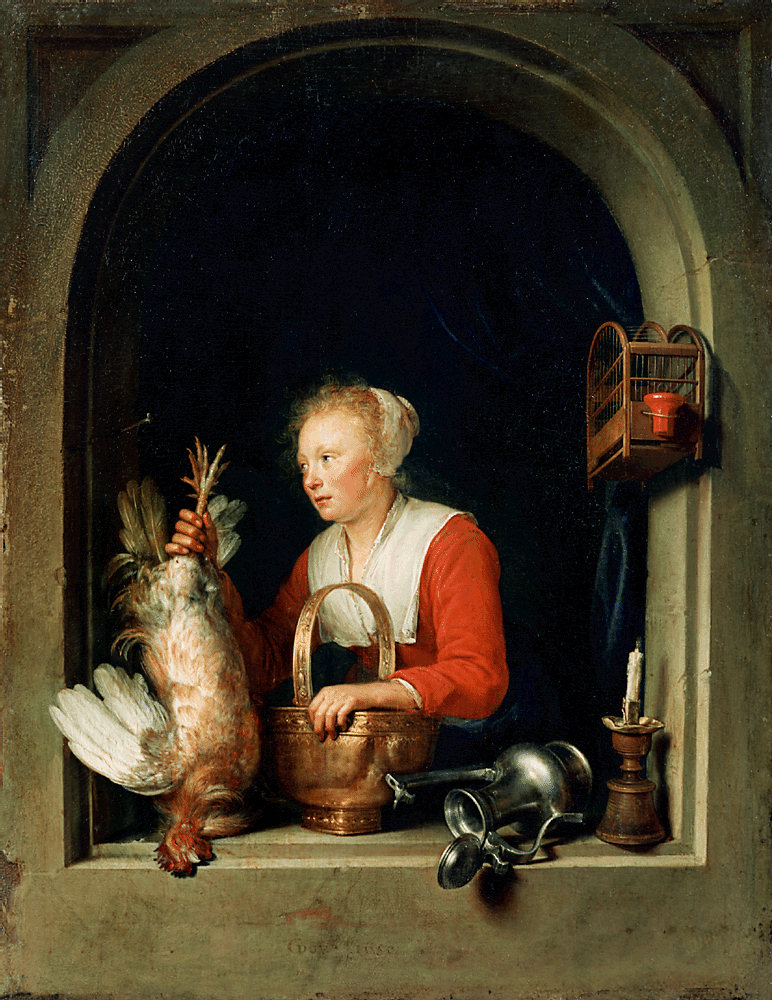
Holandská hospodyně
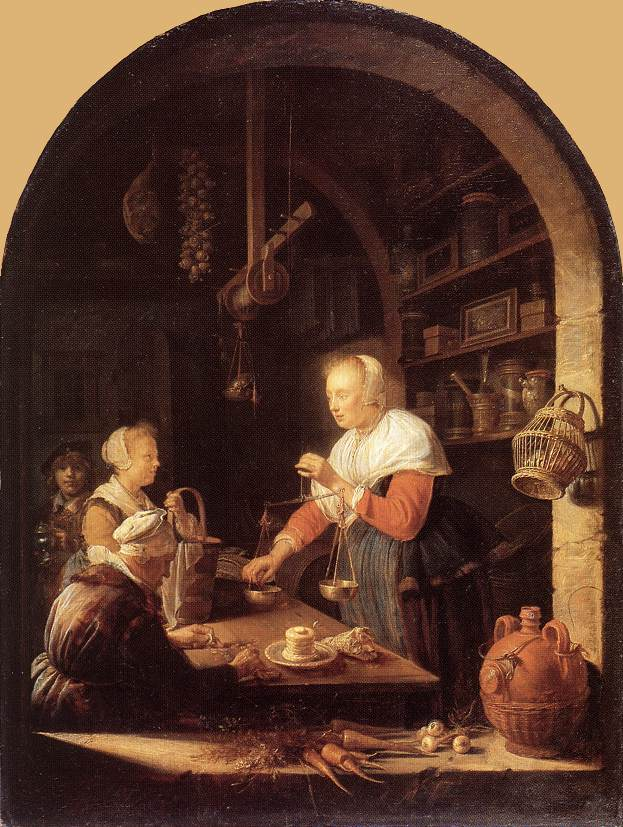
Obchod s potravinami
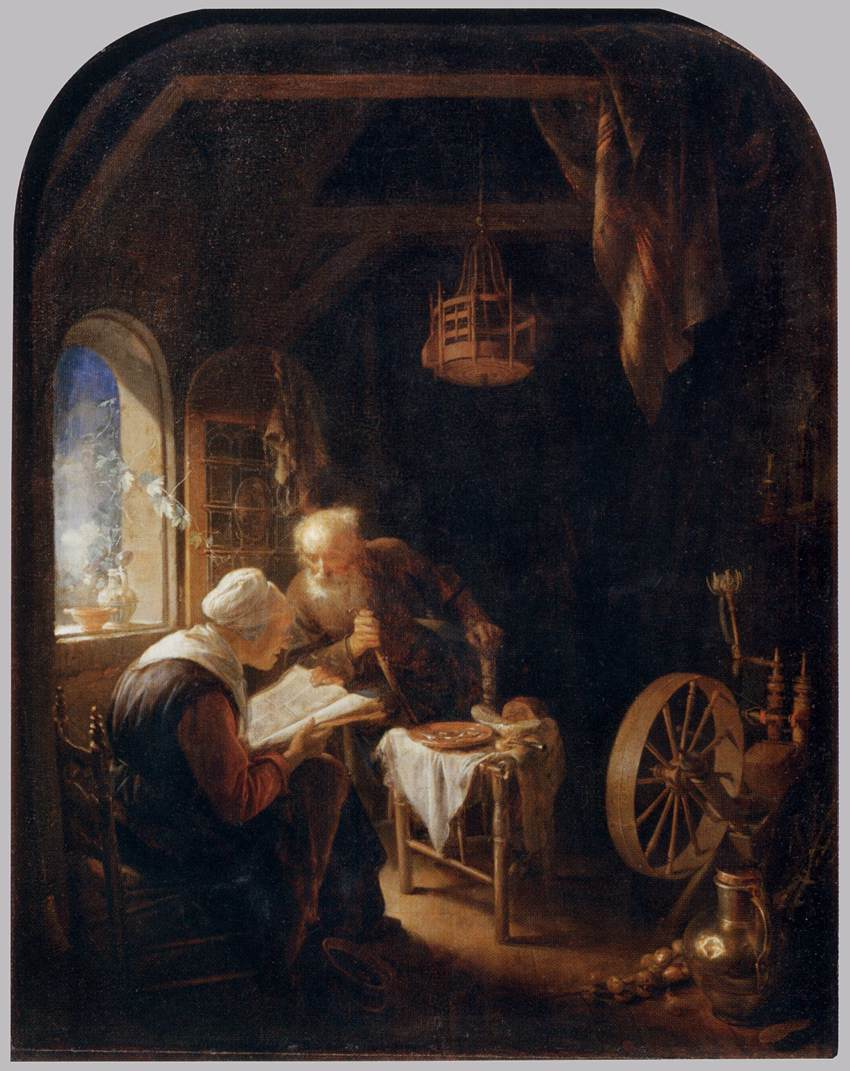
Čtení Bible
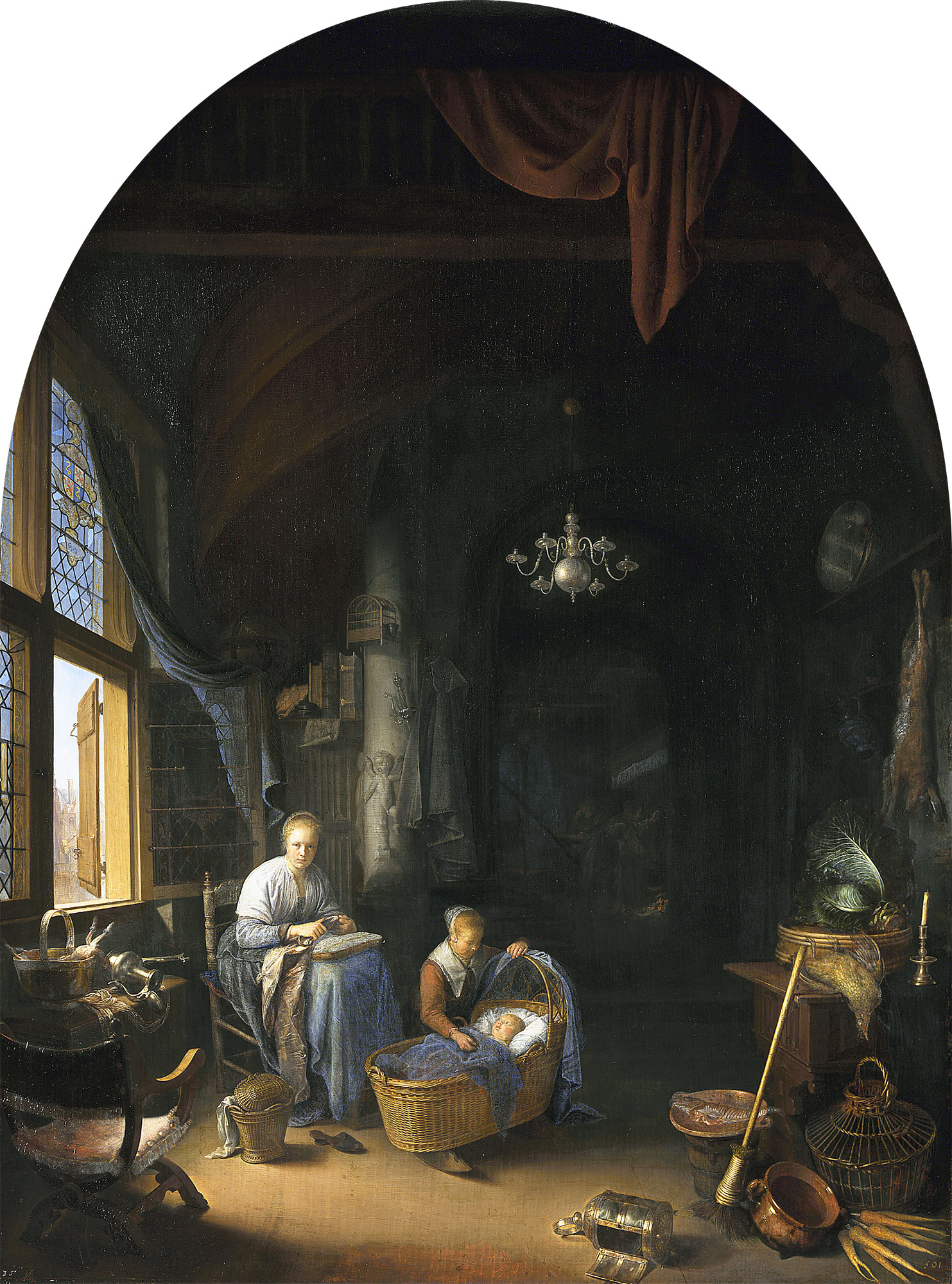
Mladá matka
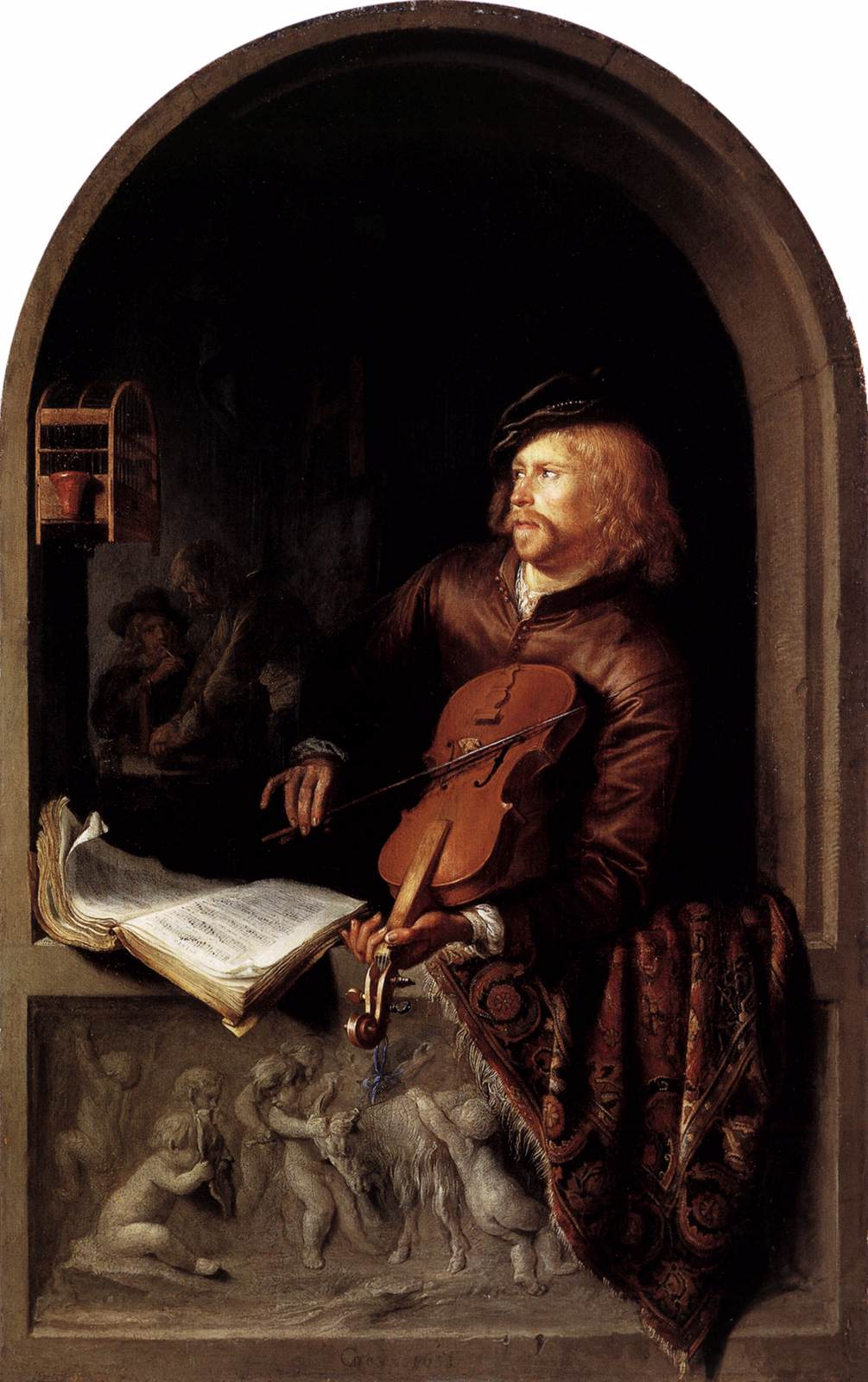
Houslista
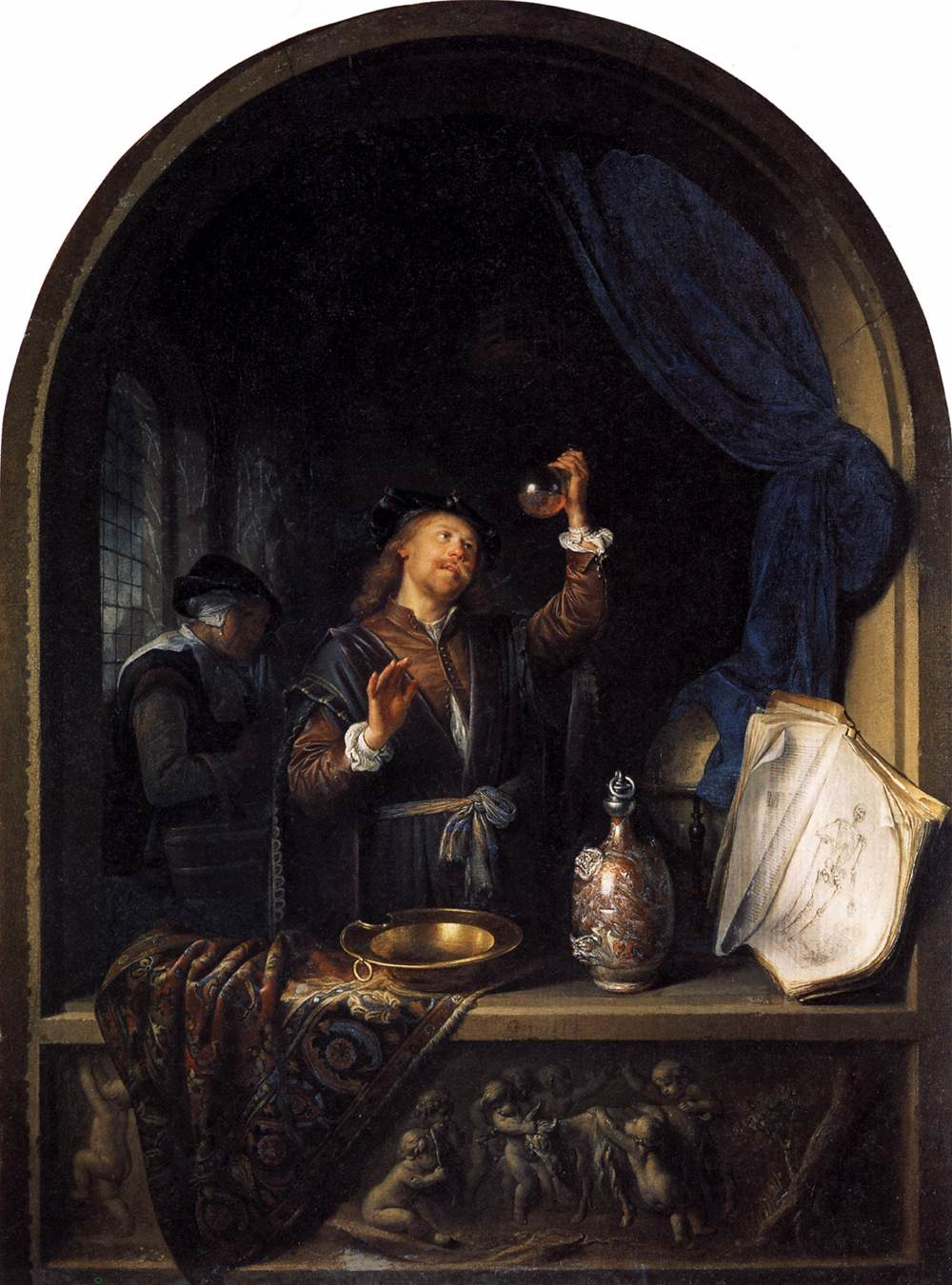
Lékař
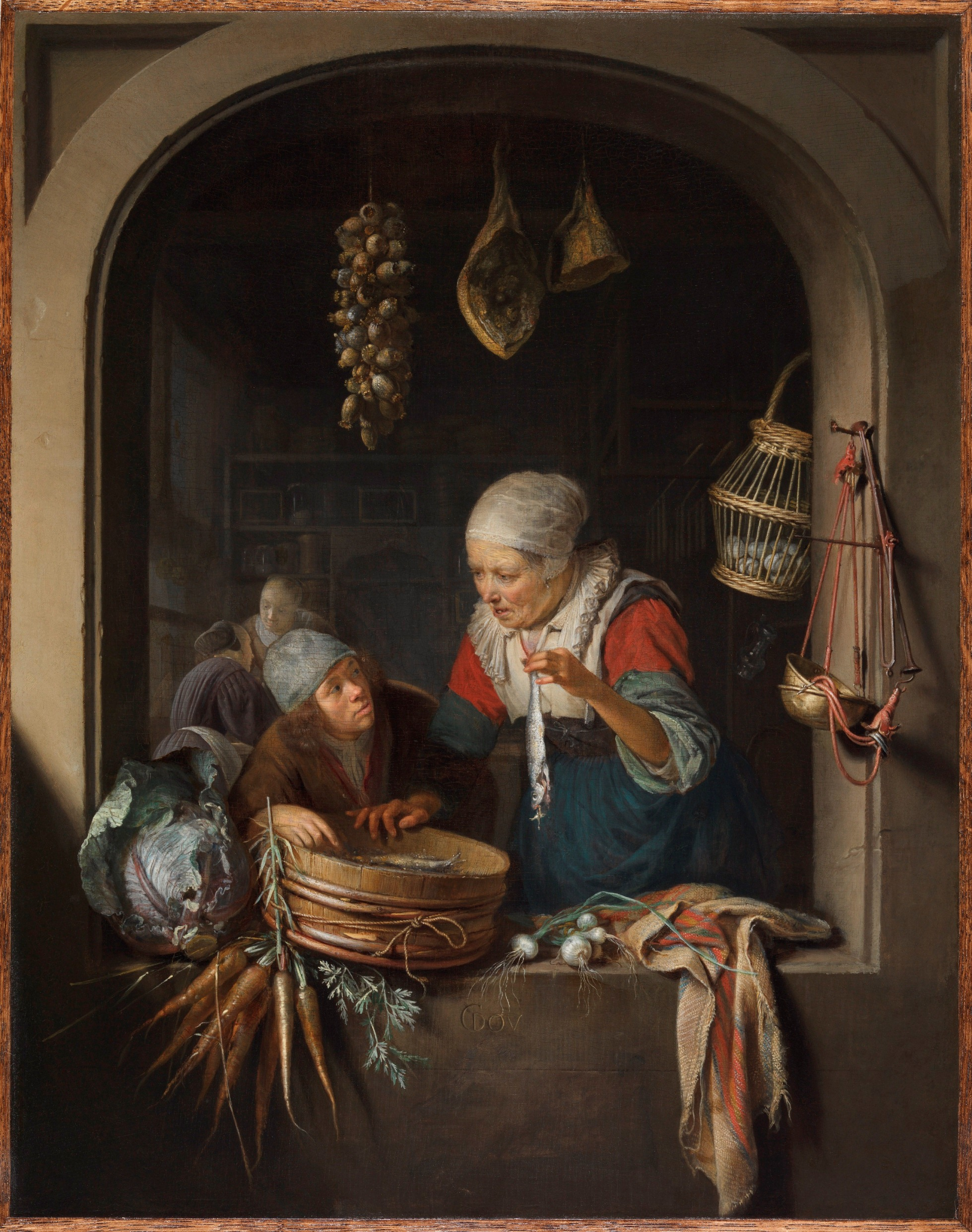
Prodavačka sleďů s chlapcem
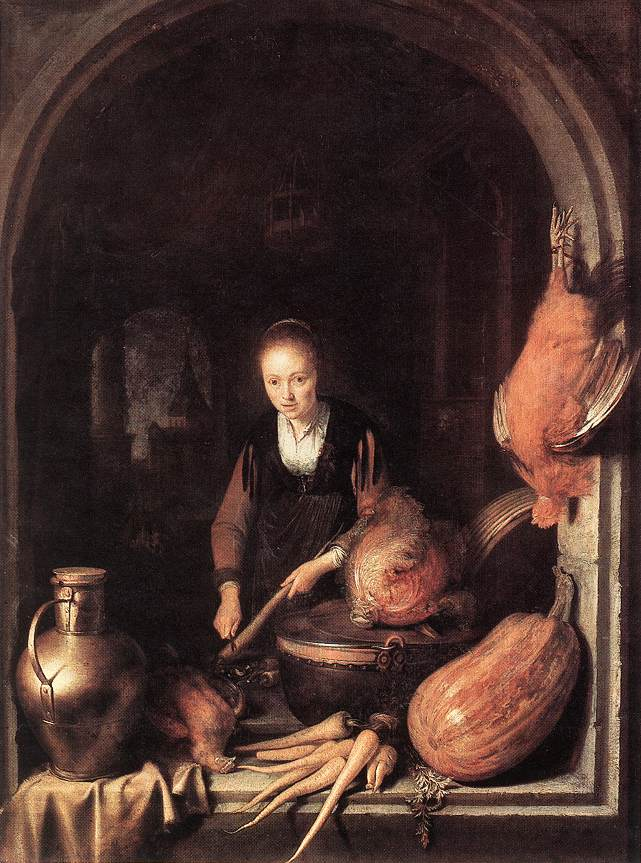
Žena loupající mrkev
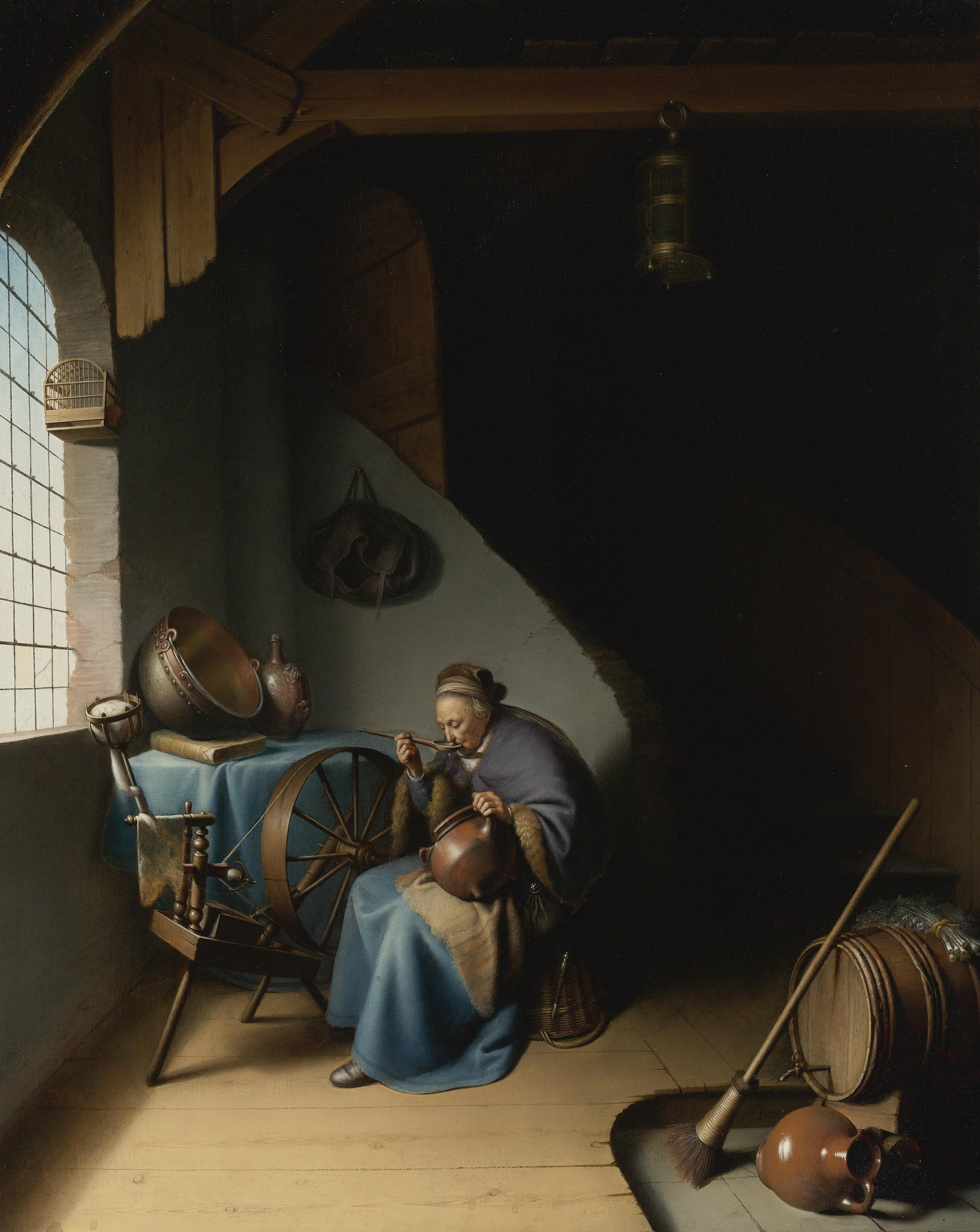
Žena, která jí kaši
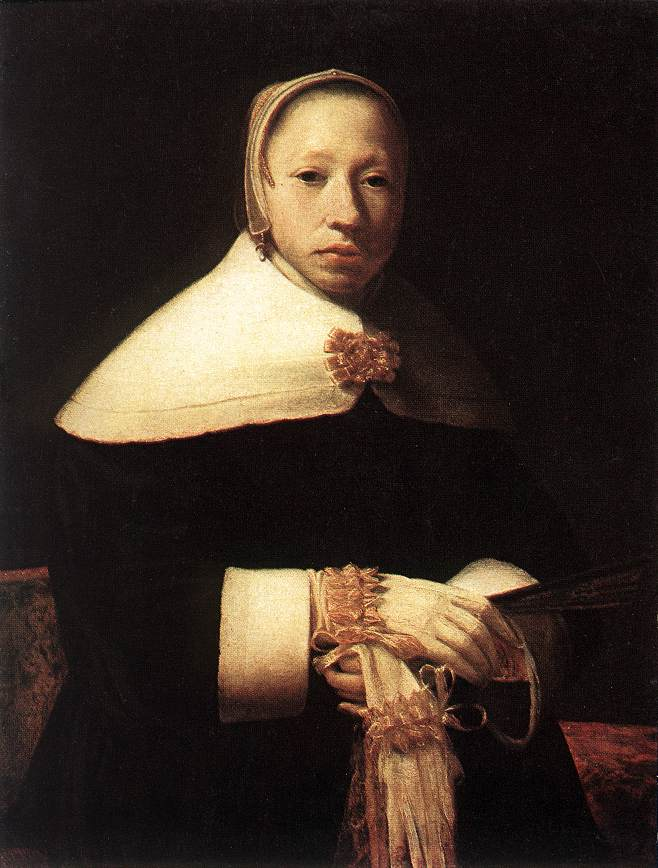
Portrét ženy
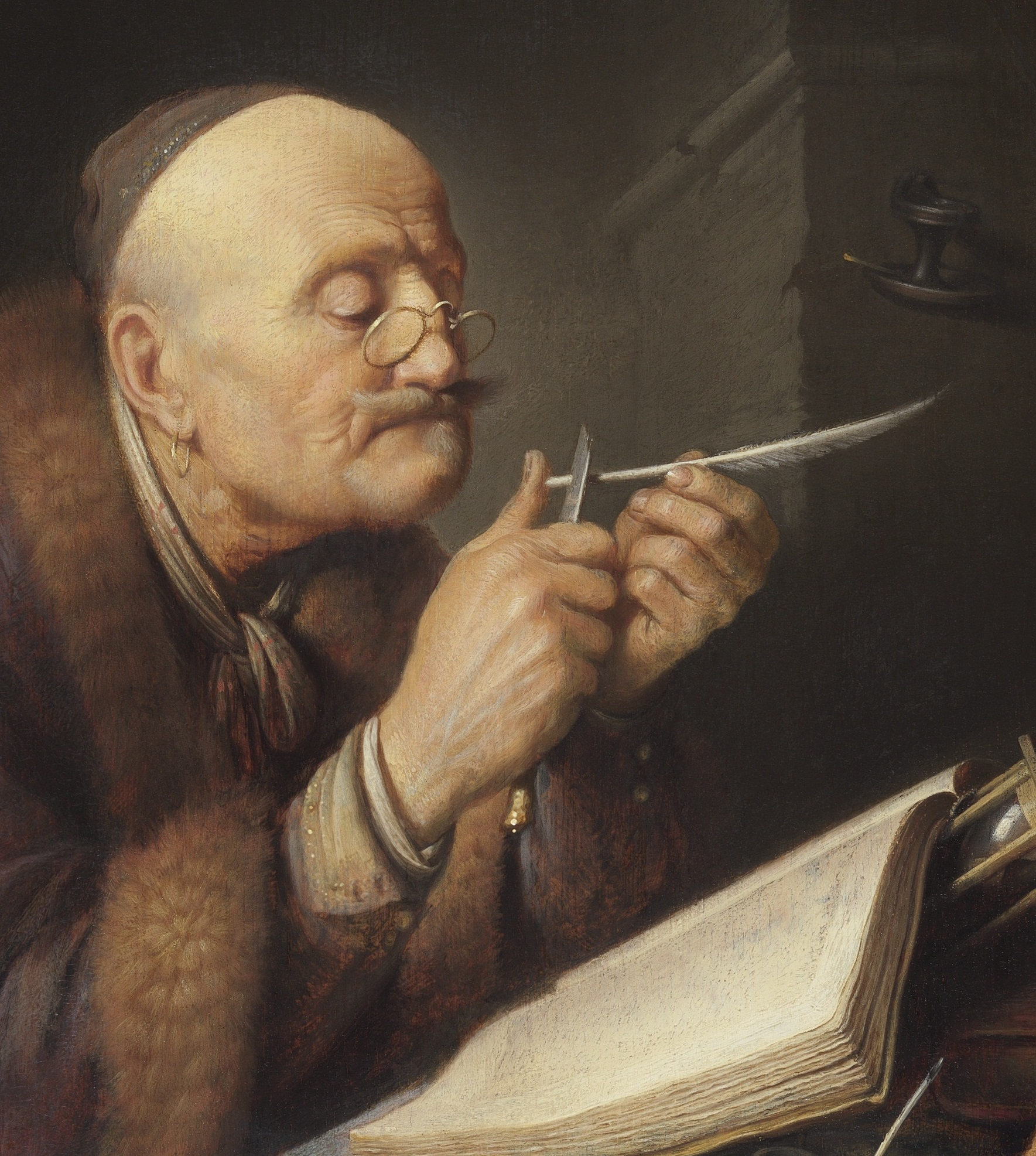
Učenec si přiřezává brk
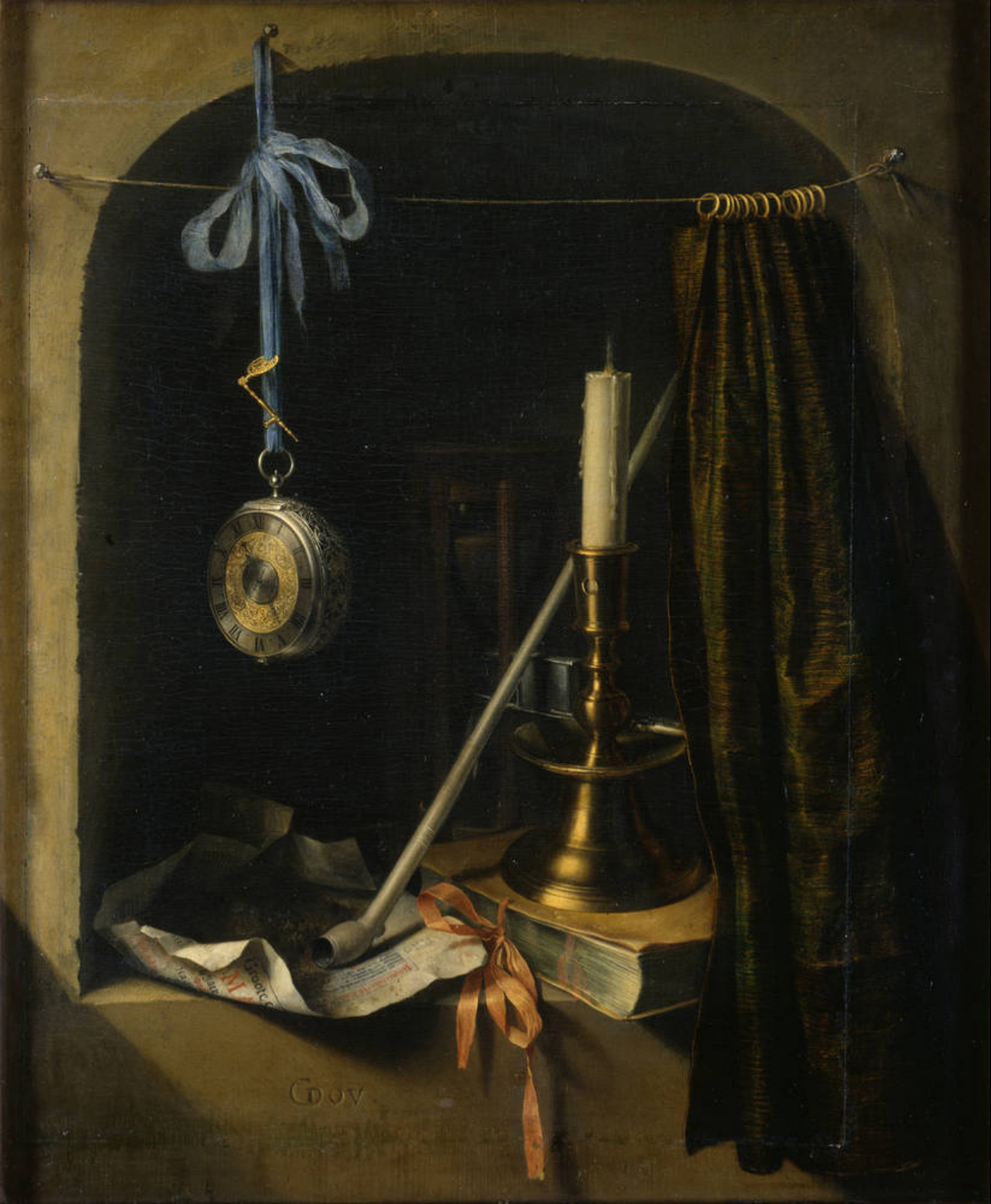
Zátiší
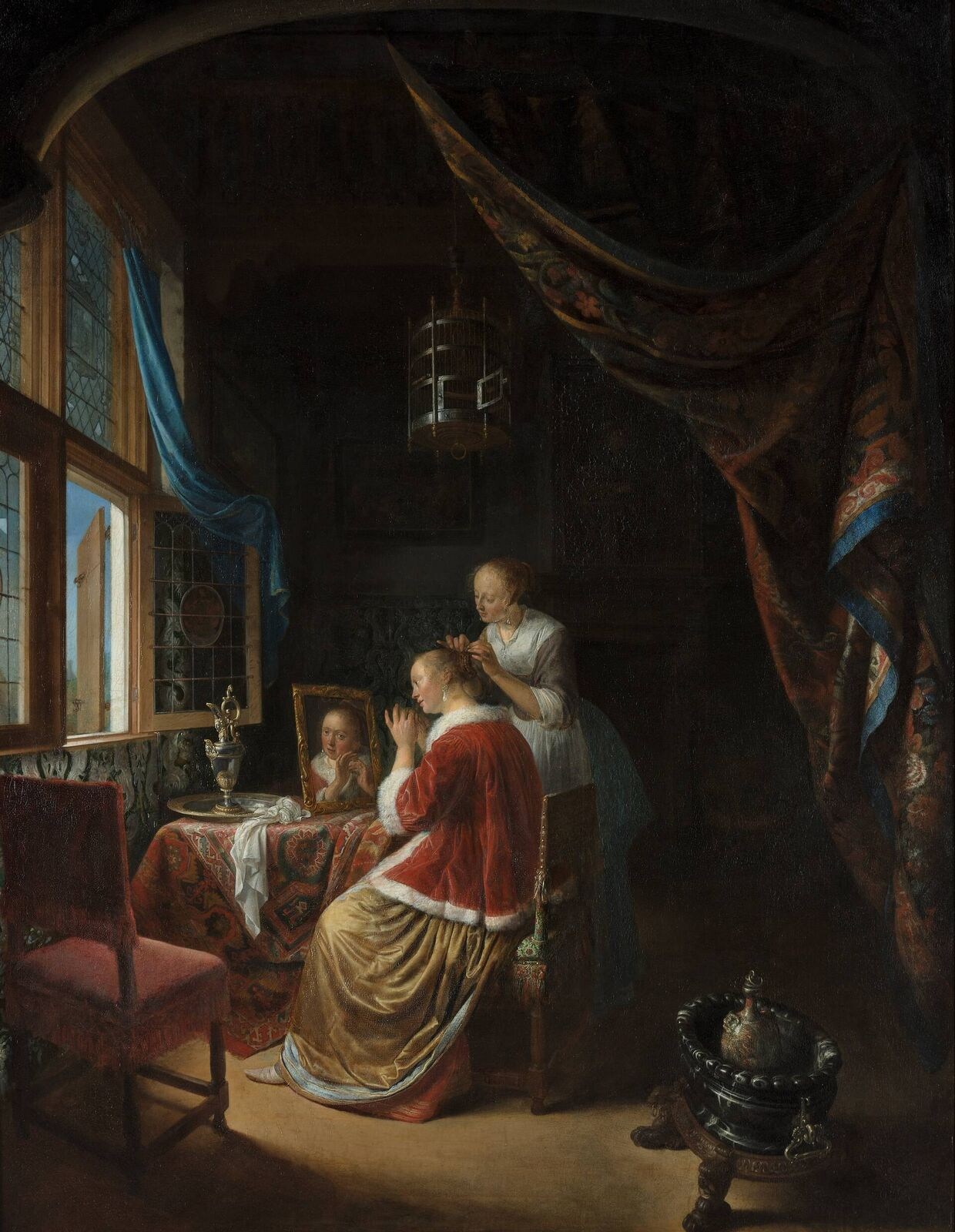
Mladá žena při toaletě
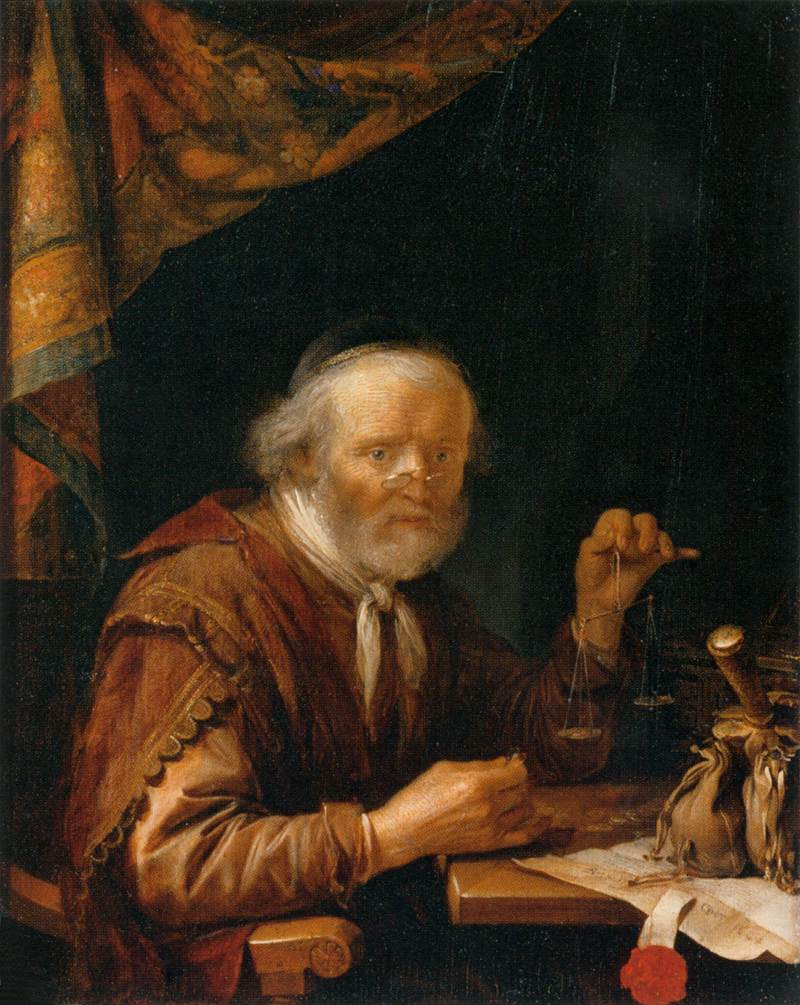
Lichvář
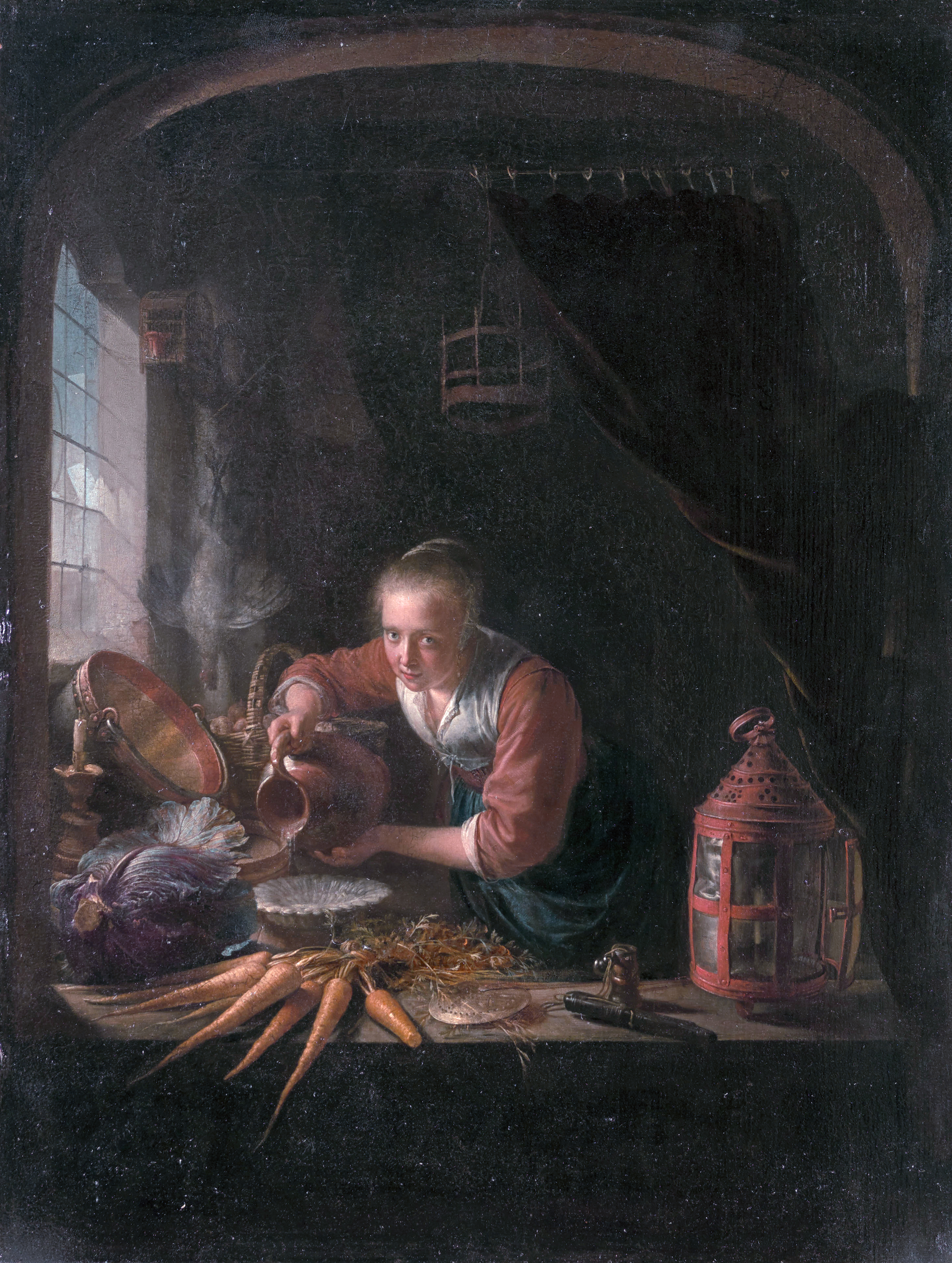
Žena nalévá vodu